# Les fusils sont arrivés

Les Fusils sont arrivés est un téléfilm dramatique français réalisé en 1977 par Roger Kahane, pour la série de Pierre Dumayet et Pierre Desgraupes Les Procès témoins de leur temps ou Dossiers éclatés.

## Synopsis
À la suite de graves incidents, un procès oppose grévistes et patrons d’une fabrique d’horlogerie à Cluze. 

## Distribution
- William Sabatier : le président
- Marcel Cuvelier : Maître Briand
- Alain Feydeau : Maître Descotes
- Raoul Guillet : le procureur
- Martin Trévières : M. Vincent
- Patrick Floersheim : Michel Vincent